# Änew
Änew – miasto w południowym Turkmenistanie, w wilajecie achalskim, siedziba etrapu Ak bugdaý. W 2022 roku liczyło ok. 28,7 tys. mieszkańców. 
Status miasta nadano w 2008 roku. W latach 1992-2022 miejscowość była stolicą wilajetu achalskiego.